# اولف مهلهورن
اولف مهلهورن (انگلیسی: Ulf Mehlhorn؛ زادهٔ ۲۱ ژوئن ۱۹۶۸) بازیکن فوتبال اهل آلمان است.
از باشگاه‌هایی که در آن بازی کرده‌است می‌توان به باشگاه فوتبال کمنیتس، باشگاه فوتبال فورتونا دوسلدورف، و باشگاه فوتبال لوکوموتیو لایپزیگ اشاره کرد.
وی همچنین در تیم ملی فوتبال East Germany B بازی کرده‌است.